# Долбилово (озеро, Северо-Казахстанская область)
Долбилово (каз. Долбилово) — озеро в Жамбылском районе Северо-Казахстанской области Казахстана. Находится в 10 км к северо-западу от села Екатериновка.
По данным топографической съёмки 1940-х годов, площадь поверхности озера составляет 3,62 км². Наибольшая длина озера — 2,7 км, наибольшая ширина — 2,1 км. Длина береговой линии составляет 7,8 км, развитие береговой линии — 1,15. Озеро расположено на высоте 150,9 м над уровнем моря.